# Grube Julien
Die Grube Julien ist eine ehemalige Buntmetallerz-Grube des Bensberger Erzreviers in Bergisch Gladbach im Stadtteil Kaule. Der Hauptbetriebspunkt lag an der Broicher Straße.

## Geschichte
Spuren von Bergbau aus dem Mittelalter in Form eines alten Pingenfelds waren Hinweis auf eine Erzlagerstätte, für die am 9. September 1826 erstmals Mutung mit dem Namen „Neue Hoffnung“ eingelegt wurde. Dieser Zeitpunkt ist für die Buntmetallerzgruben im Bensberger Erzrevier recht früh, weil man zu dieser Zeit die Technik der Verhüttung von Zinkerz noch nicht ausreichend beherrschte. Man habe in einem Stollen Blende mit eingesprengtem Bleiglanz und „durch Auffahren einer Feldstrecke gegen Westen“ reichere Bleierzführungen vorgefunden. Im Jahr 1827 seien 150 Scheffel Bleierz gefördert worden, während man die Blendemittel wegen der Wertlosigkeit dieses Minerals nicht beachtet habe. Am 24. November 1827 erfolgte die Verleihung. Ein rentierlicher Betrieb war offensichtlich auf Dauer nicht möglich, besonders weil man mit starken Wasserzuflüssen kämpfen musste. Man bezahlte auch die fälligen „Quatembergelder“ nicht mehr. Dadurch fiel die Grube nach einem bergamtlichen Dekret vom 2. Februar 1830 wieder in das „landesherrliche Freie“, das heißt, die Verleihung erlosch. Zwischenzeitlich hatte man im Oktober 1828 eine Mutung unter dem Namen Wilhelm auf die alten Pingenzüge etwa 200 Lachter westlich von der Grube Neue Hoffnung eingelegt. Sie erhielt später den Namen Eugenie. Man trieb an dem so genannten „Alten Felde“ einen etwa 30 Lachter langen Stollen vor, konnte aber keine Erzlagerstätten auffinden. Weil außerdem Geld für weitere Versuchsarbeiten fehlte, stellte man den Betrieb wieder ein; die Mutung erlosch am 1. Februar 1829. 
Mittlerweile hatte man gelernt, die Blende in so genannten Muffelöfen zu verhütten. Das lange Zeit wertlose Material konnte plötzlich zu Preisen abgesetzt werden, die es für eine Förderung interessant machten. Am 27. Januar 1844 erfolgte erneut eine Mutung auf die Grube Neue Hoffnung unter dem Namen Julien. Fortan führte man umfangreiche Versuchsarbeiten durch, womit die Bauwürdigkeit der Lagerstätte nachgewiesen wurde. Am 4. März 1846 erfolgte daraufhin die Verleihung auf Zink-, Blei- und Kupfererze für die Zeche Julien. Im östlichen Teil der Lagerstätte legte man am 21. Oktober 1853 über die Grenze des bereits verliehenen Grubenfeldes Julien hinaus eine Mutung mit dem Namen Fassbender ein. An anderen Stellen entwickelten sich weitere Mutungen mit den Namen Gute Erwartung und Carolus. Auch die frühere Mutung Eugenie kam wieder zur Geltung und wurde am 4. Januar 1854 als gestrecktes Feld mit dem Namen Goethe verliehen. Im Laufe der weiteren Aufschlussarbeiten erkannte man, dass alle bisherigen gestreckten Grubenfelder, die je einzeln verliehen worden waren, zu einem geschlossenen Erzzug gehörten. Der Natur dieses geschlossenen Erzvorkommens entsprechend fasste man daher alle Grubenfelder zusammen. Am 27. Oktober 1854 kam es zu einer einheitlichen Verleihung für das Grubenfeld Julien insgesamt.
Am 3. Februar 1858 erfolgte eine Konsolidation mit 
1. Grube Liebig; dieses Grubenfeld war am 30. April 1854 verliehen worden. Zuvor waren hier am 25. August 1853  für folgende Felder Mutungen beantragt worden: Niehsen, Arschleder, Neuerburg, Frischglück und Susewind. Bei der Feldesbesichtigung am 8. November 1853 stellte man fest, dass man das Auftreten der Erze als insgesamt zusammenhängend betrachten müsse. Daraufhin zog man mit Ausnahme der Mutung Niehsen alle anderen Mutungen zurück und beantragte, den Namen Niehsen in Liebig umzuändern.
2. Grube Werner; dieses Grubenfeld war am 28. April 1854 verliehen worden.[1]

## Betrieb und Anlagen

### Grube Julien
Das Erzvorkommen Julien hatte eine Länge von etwa 1300 m. Seit 1845 wurde aus einem 90 m tiefen Schacht an der Broicher Straße der Gang, der eine Mächtigkeit von bis zu 10 m hatte, in einer Stollen- und drei Tiefbausohlen aufgeschlossen. Bevor man den Schacht weiter abteufen konnte, musste der Betrieb wegen eingetretener Senkungen der Maschinenfundamente im Jahr 1856 eingestellt werden.
Im Jahr 1869 schloss man bei der Anlage des Bahnhofes Bensberg ein reiches Erzvorkommen auf. Zuerst trieb man einen etwa 110 m langen Stollen vom Bahnhof aus nach Osten in Richtung Kaule vor. Später brachte man auch einen Schacht nieder, den man 1875 als Maschinenschacht mit einer Wasserhaltungs- und Förderungsanlage ausstattete. Am 5. Oktober 1881 traf man die Entscheidung, den Betrieb der Grube Julien wegen der fortwährend schlechten Betriebsergebnisse einzustellen. Die Schließung erfolgte am 15. Dezember 1881.

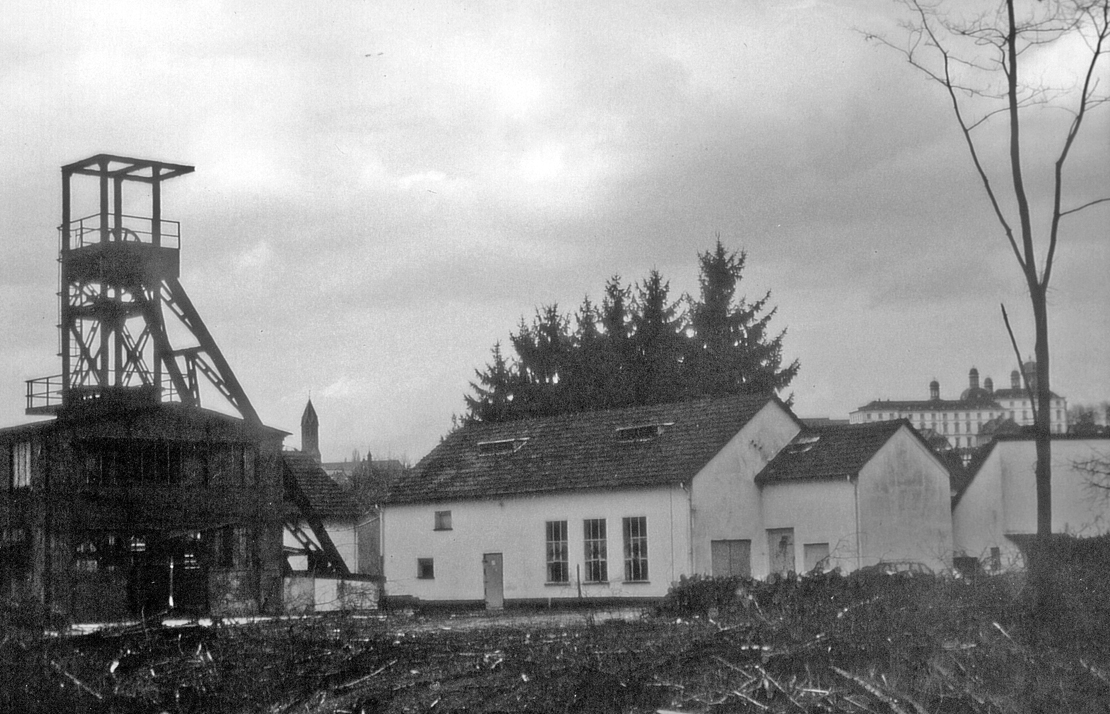
Der Schacht Julien 1983, im Hintergrund rechts: Schloss Bensberg

Nach dem Zweiten Weltkrieg schnellten Ende der 1940er Jahre die Preise für Buntmetalle in die Höhe. Das führte dazu, dass die AG des Altenbergs an der Broicher Straße einen Versuchsschacht abteufen ließ. Dazu gehörten ein Förderturm, ein Maschinenhaus mit Trafostation und ein Bürogebäude mit Waschkaue. Es kam jedoch nicht mehr zu einem regelrechten Grubenbetrieb mit Förderung von Erzen. 
Immer noch lagern aber erhebliche Bodenschätze im Grubenfeld Julien in der Erde, die man mit ca. 1,5 Millionen Tonnen abbauwürdiger Zink- und Bleierze bezifferte. Diese Kenntnis erhielt man in den Jahren 1966 bis 1969 durch Probebohrungen, die man zwischen Bockenberg und der alten Bahnlinie durchführte. Die beste Vererzung fand man im westlichen Teil des Erzganges im Bereich des ehemaligen Bensberger Bahnhofes. Am 15. Mai 1975 stellte man beim Bergamt Siegen einen Antrag auf Zustimmung zur Erteilung einer Abbau- und Betriebserlaubnis. Nach langen Verhandlungen mit dem Bergamt und der Stadt Bergisch Gladbach kam es am 25. November 1975 zum ersten Spatenstich mit gleichzeitiger Information der Öffentlichkeit. Das erzeugte Unruhe in der Bevölkerung. Eine Bürgerinitiative gründete sich, die sich die Aufgabe gestellt hatte, den künftigen Bergbau zu verhindern. Der psychologische Druck wurde immer größer, so dass sich die Stadt Bergisch Gladbach auf die Seite der Bürger stellte. Am 22. März 1977 erging ein Aufhebungsbescheid der früheren Genehmigung durch die Stadt. Damit mussten die weiteren Arbeiten am Schacht Olefant aufgegeben werden.

### Grube Liebig
Im Jahr 1854 teufte man einen Versuchsschacht bis auf 20,5 m ab und trieb auf der Sohle eine Strecke sieben Meter vor, um das Erzlager weiter aufzuschließen. Weil man aber die Arbeiter auf der benachbarten Grube Julien benötigte, stellte man den Betrieb vollständig ein. Er ruhte bis zum Jahr 1882. Danach teufte man am Bergmannsweg einen weiteren Schacht 14 m ab.  Diese Arbeiten führte man mit einem Haspel aus, der nicht in der Lage war, das bei ungünstiger Witterung vermehrt zufließende Wasser aus dem Schacht zu entfernen. Die Arbeiten mussten daher wieder eingestellt werden. An einer anderen Stelle an der Straße Im Dornbusch  hatte man im Jahr 1883 einen weiteren Schacht abgeteuft, der eine Gesamttiefe von 26 m hatte. Auf 12 m und auf 24 m waren Bausohlen angesetzt. Anfang Dezember 1884 wurde auch dieser Betrieb wieder eingestellt, weil keine Erze mehr angetroffen wurden und das eindringende Wasser mit dem verwendeten Haspel nicht mehr aus der Grube gebracht werden konnte. Für das Jahr 1910 wird berichtet, dass man auf dem Hackberg etwa 50 m nördlich vom Bergmannsweg einen Versuchsschacht bis zur Teufe von 41,2 m niedergebracht habe. Im Jahr 1911 teufte man ihn bis auf 58,5 m weiter ab. Bei 56 m setzte man eine Sohle an und trieb sie in östlicher und westlicher Richtung weiter vor. Ein rentierlicher Betrieb blieb jedoch aus.
Um 1950 teufte man südlich des Vinzenz-Pallotti-Hospitals am Hang des Bockenbergs einen Versuchsschacht bis auf 110 m ab. Nach dem Ende des Koreakriegs stellte man die Arbeiten wieder ein. Noch lange stand ein Fördergerüst an dieser Stelle.

### Grube Werner
Die Informationen über den Betrieb der Grube Werner sind dürftig. Zwischen 1852 und 1856 sollen Versuchsarbeiten mit wechselndem Erfolg durchgeführt worden seien. Ein gangartiges Erzvorkommen sei erschlossen und abgebaut worden; starke Wasserzuflüsse hätten weitere Arbeiten verhindert. Im Jahr 1910 wurde bei Schürfarbeiten ein quarziger Gang mit Bleiglanz und Kupfererz aufgefunden. Der Plan, einen Schacht abzuteufen, musste aufgegeben werden, weil die Auflagen der Forstbehörde nicht eingehalten werden konnten.